# サトコ (音画)
音画『サトコ』（Садко）作品5は、ニコライ・リムスキー＝コルサコフが1867年に作曲した管弦楽曲。ロシアの口承叙事詩であるブィリーナを題材としている。演奏時間は12分ほど。
後にリムスキー＝コルサコフは同じ題材にもとづいてオペラ『サトコ』を作曲したが、本曲の素材を多く再利用している。

## 作曲の経緯
ノヴゴロドのグースリひきであるサトコを題材とした音楽を作る案はスターソフに発するもので、彼は最初バラキレフに作曲させようとしたが、バラキレフはムソルグスキーに案をまわし、ムソルグスキーはリムスキー＝コルサコフに作曲を持ちかけた。
リムスキー＝コルサコフは1867年6月にフィンランド湾のヴィボルグ近郊にあった兄の家で書きはじめ、9月末には完成した。
あらすじは、サトコの船が動かなくなったため、海の王の怒りを止めるための人身御供としてサトコはグースリを抱いて海に飛び込み、海底に引きこまれる。海の王はサトコと王の娘を結婚させる。結婚式の宴会ではサトコの演奏を伴奏に人々が踊り、騒ぎが大きくなって海上が大嵐となったためにサトコがグースリの弦を切って音楽を止めると再び海は静かになるというものである。
元々のリムスキー＝コルサコフの案では、嵐で船が沈められたために船乗りの守護聖人である聖ニコライが出現してサトコのグースリを壊して音楽を止めるという部分があり、そのために教会音楽を用意していたが、ムソルグスキーが反対したために実際の音楽が作られることはなかった。かわりにサトコ自身が音楽を止めることになった。
1867年12月9日（ユリウス暦）のロシア音楽協会の演奏会でバラキレフの指揮によって初演され、好評を博した。
『サトコ』と翌年の『アンタール』によって、リムスキー＝コルサコフは半音階的進行を駆使した幻想的なスタイルを確立した。

## 編成
フルート3（3番はピッコロ持ち替え）、オーボエ2、クラリネット2、ファゴット2、ホルン4、トランペット2、トロンボーン3（アルト、テノール、バス）、ティンパニ、シンバル、大太鼓、タムタム、ハープ、弦5部。

## 音楽
曲は変ニ長調ではじまり、途中でニ長調に転調した後に再び変ニ長調に戻って終わる。自伝によれば当時バラキレフの強い影響下にあったリムスキー＝コルサコフがバラキレフ好みの調性進行に合わせたものだという。
1. 冒頭の変ニ長調6⁄4拍子のゆっくりした曲は波間にただようサトコを表す。
2. 曲はニ長調3⁄4拍子に変わり、八音音階の下降音階が出現してサトコは海底に引きこまれる。これはグリンカ『ルスランとリュドミラ』で全音音階の下降音階によってチェルノモールの出現とリュドミラの誘拐が表されるシーンに似る[2][7]。サトコは王の娘との結婚のために演奏する。
3. 再び変二長調に変わり、2⁄4拍子のトレパーク（ロシア語版）がはじまってどんどん激しく速くなっていくが、グースリの弦が切れていきなり中断される。
4. ふたたび最初の6⁄4拍子に戻り、静かに終わる。

リムスキー＝コルサコフが八音音階を使ったのはこれが初めてだが、超自然的・幻想的なシーンで八音音階を使うのは後にリムスキー＝コルサコフやその強い影響を受けたベリャーエフ・サークルの定番となる。

## 改訂
リムスキー＝コルサコフは2回改訂を行っている。
- 第2版は1869年に作曲され、1870年にユルゲンソンから出版された。
- 第3版は1891年から翌年にかけて作曲され、1892年に出版された。

なお、初版の出版はずっと後の1951年になってからである。